# Liste de réutilisations d'œuvres de musique classique
Liste de réutilisations d'œuvres de musique classique :
Certaines œuvres présentent des citations d'autres compositeurs mais aussi des auto-citations d'œuvres précédentes :
- La 40e symphonie de Mozart (2e mouvement) est reprise dans la 1re symphonie (2e mouvement) de Beethoven ;
- L'ouverture de Bastien et Bastienne de Mozart est reprise dans la 3e symphonie (1er mouvement) de Beethoven ;
- La 9e symphonie de Beethoven (4e mouvement) est reprise dans la 1re symphonie (1er mouvement) de Brahms ;
- Le thème de l'ouverture d'Orphée aux enfers d'Offenbach est repris dans le Carnaval des animaux : Tortues de Saint Saens ;
- Le thème de la Damnation de Faust (Danse des Sylphes) de Hector Berlioz est repris dans le Carnaval des animaux, Elephant de Saint Saens.